# Kazushi Sakuraba

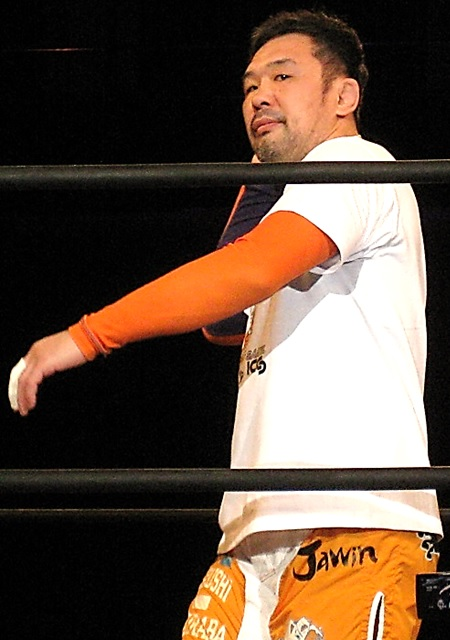
Võ sĩ Kazushi Sakuraba

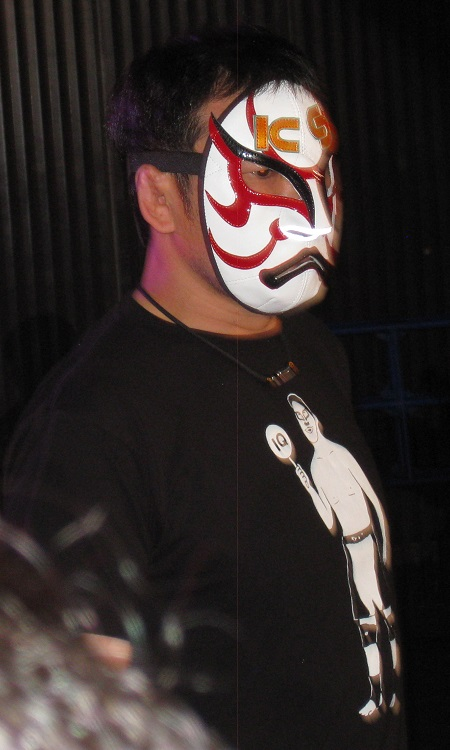
Kazushi Sakuraba khi đeo mặt nạ hổ

Kazushi Sakuraba (chữ Nhật: 桜庭 和志;  sinh ngày 14 tháng 7 năm 1969) là một đô vật chuyên nghiệp và cựu võ sĩ võ thuật tổng hợp (MMA) người Nhật Bản. Kazushi Sakuraba được ghi nhận là nhà vô địch giải đấu hạng nặng UFC Nhật Bản (UFC Japan Heavyweight Tournament) sau chiến thắng tại UFC 25 và gần đây nhất là Liên đoàn chiến đấu Rizin. Ông nổi tiếng nhất với sự nghiệp ở PRIDE Fighting Championships và được mệnh danh là Thợ săn Gracie ("Gracie Hunter") hay Sát thủ Gracie (Gracie Killer) với các trận toàn thắng của ông trước bốn thành viên của gia tộc Gracie danh tiếng gồm Royler Gracie, Renzo Gracie, Ryan Gracie và Royce Gracie. Huyền thoại Sakuraba đã vang danh vì chiến tích đánh bại 15 nhà vô địch của các tổ chức MMA hàng đầu khác nhau; những đối thủ thường có hạng cân nặng ký hơn ông. Biệt danh "Thợ săn nhà Gracie" là phần di sản lừng danh nhất của Sakuraba. Vào cuối những năm 90, gia tộc Gracie của Brazil gần như bất khả chiến bại với môn nhu thuật Brazil (Brazilian Jiu-Jitsu - BJJ) của họ đã thống trị các giải đấu MMA sơ khai trong thời kỳ đầu. Những chiến thắng này không chỉ đưa Sakuraba lên tầm một siêu sao mà còn chứng minh rằng "huyền thoại Gracie" không phải là bất khả chiến bại, mở ra một kỷ nguyên mới cho sự phát triển đa dạng của MMA. Sakuraba đã trở thành một người hâm mộ đấu vật chuyên nghiệp Nhật Bản từ khi còn nhỏ nhờ bộ truyện tranh manga Tiger Mask (Mặt nạ Hổ), trong đó đô vật New Japan Pro-Wrestling cùng tên Tiger Mask là đô vật yêu thích của ông. Ông còn biết đến với lối đánh độc đáo với kỹ thuật "Đòn chặt kiểu Mông Cổ" (Mongolian chop) khi thực hiện bằng cách dùng cạnh bàn tay của cả hai tay (giống như cạnh của một lưỡi dao) chặt đồng thời vào hai bên cổ, gáy, hoặc vùng xương đòn của đối thủ. Sakuraba thường dùng đòn này khi đối thủ đang ở tư thế phòng thủ. Đòn đánh bất ngờ này khiến đối thủ mất tập trung và bối rối và khi đối thủ bị phân tâm bởi những cú chặt, Sakuraba tận dụng khoảnh khắc đó để cải thiện vị trí, thiết lập một đòn khóa siết, hoặc thoát khỏi một tình thế bất lợi.